# Fonte della Fata Morgana

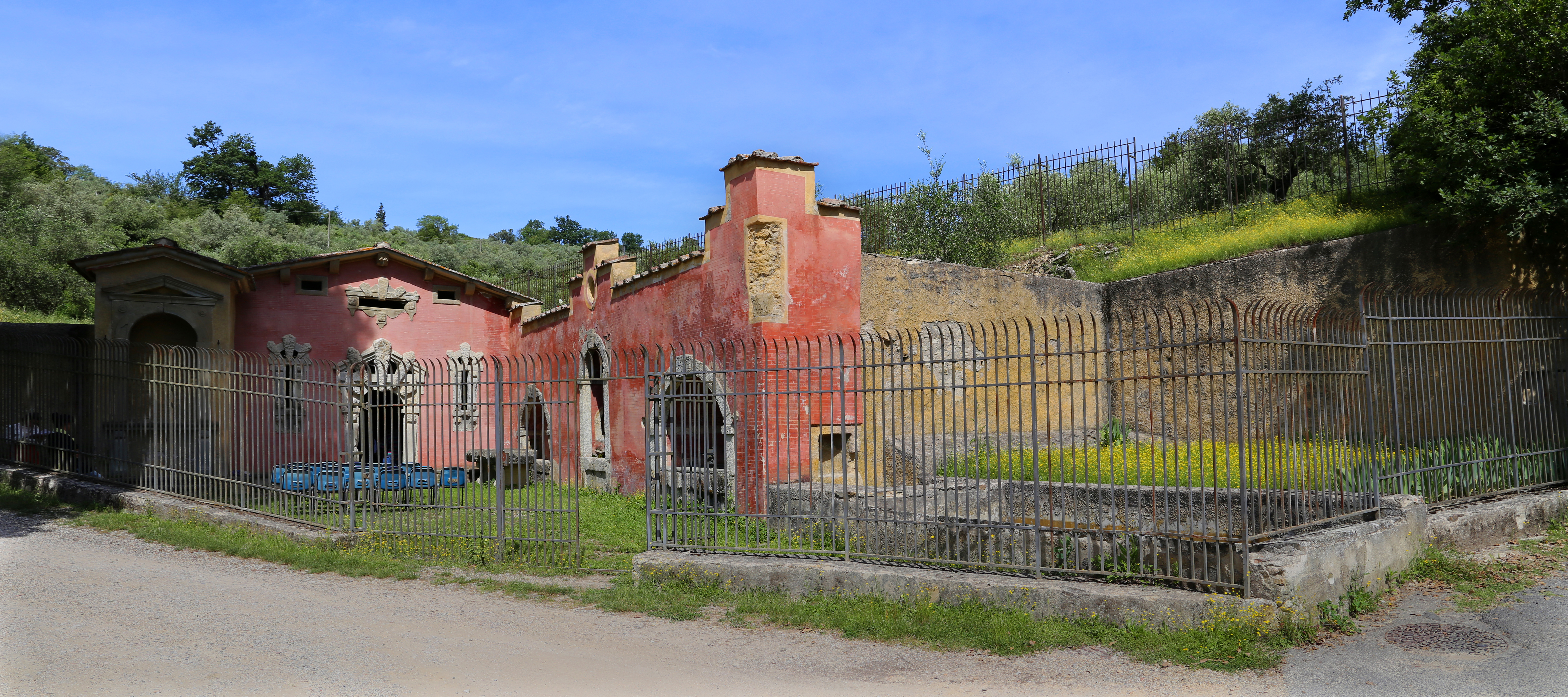
Fonte della Fata Morgana

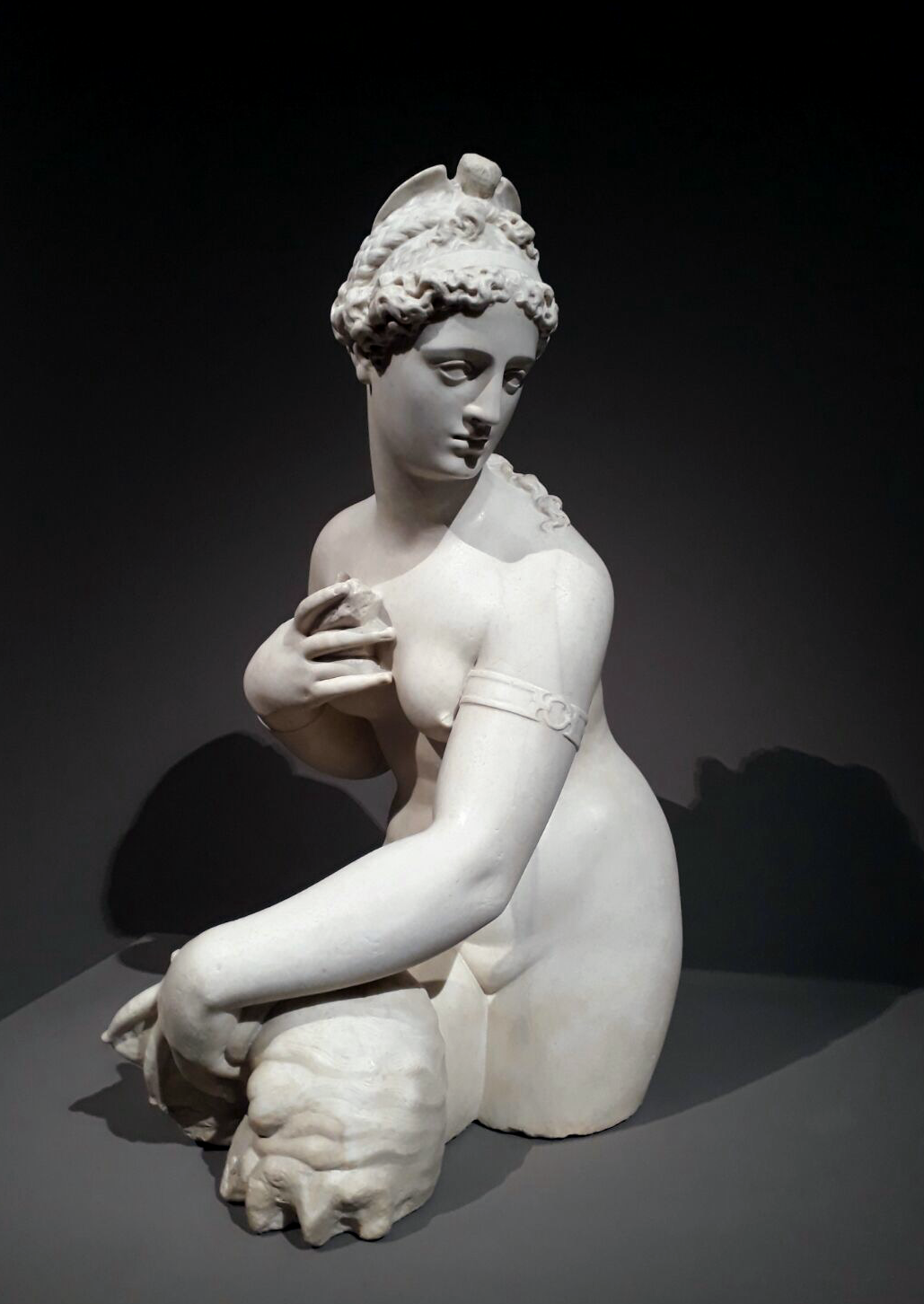
Fata Morgana, Giambologna, 1573 circa

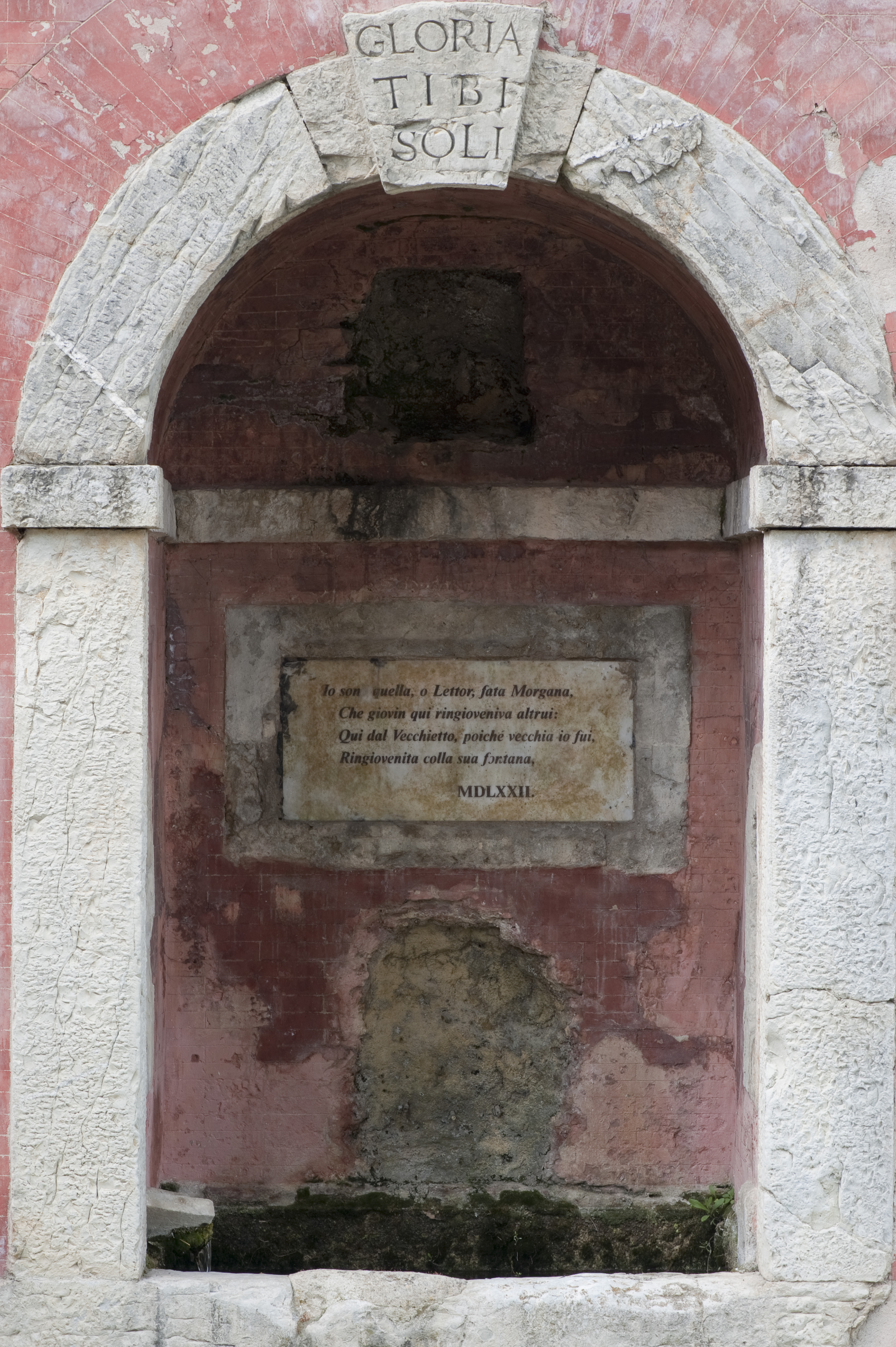
Particolare della fontana

La Fonte della Fata Morgana è un piccolo edificio cinquecentesco, isolato nella campagna, nei pressi di Grassina nel comune di Bagno a Ripoli in provincia di Firenze.

## Storia
La Fonte della Fata Morgana fu edificata da Bernardo Vecchietti tra il 1571 e 1574 su una fonte che si trovava nelle proprietà che circondavano la sua villa "Il Riposo", alle pendici del colle di Fattucchia. Raffaello Borghini la descrisse nel suo libro del 1584 intitolato Il Riposo. All'interno la fonte era ornata dalla statua marmorea della Fata Morgana a cui la fonte è dedicata, scolpita dal Giambologna, ora in una collezione privata.
Ceduta dall'ultimo proprietario al Comune di Bagno a Ripoli, la Fonte della Fata Morgana è stata restaurata dalla Soprintendenza per i Beni Architettonici ed il Paesaggio e per il Patrimonio Storico Artistico e Demoetnoantropologico per le Province di Firenze, Pistoia e Prato. Nel 2016 il Comune ha promosso un'azione di crowdfunding per recuperare risorse economiche per la manutenzione del piccolo complesso

## Descrizione
L'edificio si sviluppa a L su un'area di dimensioni limitate, costruito come una quinta teatrale con due prospetti contigui. L'ingresso e le finestre sono rifinite in pietra alberese; gli architravi hanno i timpani a conci sbozzati a rustico, simili a clave che danno alla facciata un movimento ascensionale. Sulla sinistra si trova un tabernacolo cinquecentesco in pietra serena.
All'interno vi è una fontana costituita da una conca in pietra serena, sostenuta da un basamento grezzo la cui forma zoomorfa ricorda la coda di una sirena. L'acqua che tracima dal catino in pietra, cade a cascata nella vasca esagonale sottostante, al cui centro si trova il basamento in mattoni che sosteneva la statua della Fata Morgana. Ai lati della fontana, due portali simmetrici completano la scenografia. Da quello di sinistra si accede, tramite una piccola scala, al livello superiore dove esistono dei piccoli ambienti, uno dei quali era destinato a cucina.
Tutto l'insieme sembra creato per stupire lo spettatore con un senso magico e fantastico espresso dagli elementi decorativi e architettonici della fonte accresciuto dal fascino della campagna circostante, che avvolge il Ninfeo in un'atmosfera quasi irreale.